# ニュースピーク
ニュースピーク（Newspeak、新語法）はジョージ・オーウェルの小説『1984年』（1949年出版）に描かれた架空の言語。作中の全体主義体制国家が実在の英語をもとにつくった新しい英語である。その目的は、国民の語彙や思考を制限し、党のイデオロギーに反する思想を考えられないようにして、支配を盤石なものにすることである。

## 概説
小説『1984年』は、執筆時点からは未来に当たる1984年に、世界を3つの超大国が分割支配し管理社会を建設している様を描いている。ニュースピークは小説の主要な舞台となる「オセアニア」という超大国（かつての英米をはじめとする英語圏を主要な支配地域とする）の公式言語であり、オセアニアを支配する「党」が英語（作中では「オールドスピーク」、「旧語法」と呼ばれる）をもとに作成を進めている新しい言語である。
その目的は、党の全体主義的イデオロギー（「イングソック」、Ingsoc、映画版では独裁政党の名前でもある）にもとづいて国民の思想を管理し、国民の思考の幅を縮小し一方向に導き、イングソックのイデオロギーに反する思考（「思考犯罪」、thought crime、ニュースピークでは「crimethink」）ができなくなるようにすることである。ニュースピークは国民の思考を単純化するために、辞典の改訂版が出るたびに旧語法に由来する語の数を削減しており、オーウェルは作中で「世界で唯一、毎年語彙の数が減ってゆく言語」と述べている。
オーウェルは小説の末尾に「付録・ニュースピークの諸原理」と題するエッセイを載せ、この中でニュースピークについての基本原理を過去形の形で述べている。

### オーウェルの思考の起源
ニュースピークにつながるジョージ・オーウェルの思考の起源は、1946年のエッセイ『政治と英語』（Politics and the English Language）に表れている。ここで彼は同時代の英語の貧困化を嘆き、メタファーの劣化、気取ったレトリック、意味のない言葉などが思考のあいまいさや論理的思考の欠如の原因となると述べている。エッセイの終わりでオーウェルは述べている。
オーウェルの時代の英語の退廃が、話者を抑圧するために故意に悪用されている状況を比喩的に描いたものが、『1984年』におけるニュースピーク使用の強制についての描写である。

## ニュースピークの原理
ニュースピークはかつての英語にもとづいているが、その文法と語彙は大きく削減され単純化されている。
もっとも完全にニュースピークだけで表されたものは1984年段階では『タイムズ』など一部の新聞などしかなく、人々はまだニュースピークだけを使って読み書きすることはできずオールドスピークを利用している。しかし、将来、『ニュースピーク辞典第11版』で語法が完成し、ニュースピークの普及がより一層進めば、2050年ごろまでにはオールドスピークは廃止されるべきとされている。オールドスピークが完全に忘れられた時代には、イングソック以前についての記憶やイングソック以前の旧思想は、少なくとも文字によるかぎり成立しないはずである。
ニュースピークは3つの群に分類できる。
A語彙群
日常用語。ただし、意味の曖昧さや政治的意味は排除され、特定の具体的で明白な概念しか持たない。
たとえば、「free」からは「政治的自由」「知的自由」の意味は排除され（そのようなものはイングソックの下では異端の思想であるため存在することはできない）、「シラミからfreeである（シラミがいない）」、「雑草からfreeである（雑草がない）」というような意味しか残っていない。
B語彙群
政治的目的のためにつくられた新語で、ほとんどは合成語。話者に対し好ましい思想を植え付けるためにつくられた。「Ingsoc」（イングソック、もとは「イングランド社会主義」の略で党のイデオロギーの名）、「goodthink」（正統性のこと、あるいは正統的な態度で考えること）、「crimethink」（「犯罪思想」、オールドスピークでは"thought crime"、自由や平等などイングソックに反するあらゆる思考）、「oldthink」（「旧思想」、革命前の古い邪悪な思想、客観性や合理主義など）、「crimestop」（「犯罪中止」、頭の中の犯罪思想に通じる思考を中断させること）、「thinkpol」（「思想警察」、オールドスピークでは"thought police"）「goodsex」（「健全性」、健全な性や純潔のこと）、「joycamp」（「歓喜キャンプ」、強制収容所のこと）、「ownlife」（「利己生活」、孤独な行動など個人主義的な逸脱をすること）、「Minipax」（「平和省」、軍事と戦争をつかさどる省庁のこと）など。
これらの用語には、イングソック体制下の政治思想や教育に基づく高度に微妙な意味が含まれている。ニュースピークやイングソックを完全に理解した者は、たとえば「旧思想」という一語から、想像もつかないほどの邪悪や堕落を全面的に理解しうる。これによって、「旧思想」に連想が結びつく多数の言葉が不要になり整理された。
婉曲語法や意識的に正反対な意味の語がもちいられているのは、実態（労働者の抑圧、家族の解体、各国が世界を分割支配し結託して永久戦争を続ける）とは矛盾した用語や思想（社会主義、指導者に対する家族的愛情、オセアニアによる世界の制覇）をかかげることで、両方を意識的に信じることのできるオセアニア国の「二重思考」（ダブルシンク、Doublethink）を支えるためのもの。
C語彙群
科学用語、技術用語。技術的要請のために上記の2群をおぎなうための用語。ただし、政治的意味は排除され、また、「科学」という用語はすでになく、科学的思考自体が犯罪思想とされている。

### 語彙の整理
まず、あらゆる単語はイデオロギーに反するような意味を制限され、しかも、品詞間の転用が自在におこなえ、動詞にも名詞にも転用でき、さらに「-ful（フル）」をつけることで形容詞に、接尾辞の「-wise（ワイズ）」をつけることで副詞にも使えるようになっている。このため、意味の似た動詞、名詞、形容詞などが一つだけに整理されている。また、すべての過去形と過去分詞は「-ed」に単一化され、複数形は「-s」「-es」に、比較級は「-er」に、最上級は「-est」に完全に統一されている。このため、名詞の不規則な複数形や、動詞や形容詞の不規則変化や、「more」「most」といった語は廃止された。
また、否定を意味する接頭辞の「un- （アン）」をつけることで反対語が表現できるほか、「plus- （プラス、とても）」、「doubleplus- （ダブルプラス、非常に）」、「ante- （アンティ、前）」、「post- （ポスト、後）」、「up- （アップ、上）」などの接頭語をつけることで大半の語彙は置き換えることができたため、英語の基本語彙は相当な数が削減されている。
「good（良い）」は思想的に正統的で、指導者ビッグ・ブラザー（偉大な兄弟）を愛すること、というような意味に変わっており、「bad（悪い）」は「ungood（アングッド）」でこと足りるため廃止されている。このため、「ビッグ・ブラザーは悪い」というような意味を表現する言葉は存在しなくなっている。
正義、道徳、民主主義、宗教など異端的意味しか持たない語彙は完全に排除され、これらの概念をニュースピークで論理的に表現することはもはや不可能になっている。ニュースピークで生き残った言葉（例えば「equal （等しい、等しさ））からも、異端的な意味は失われている。1984年の時点では、「equal」という語の古い意味（「政治的な平等」など）を意識しながらイングソック的に正統なこと（人間には政治階級による格差があること）を話さなければならないため二重思考が必要になるが、ニュースピークに統一された暁には、もはや人々は「equal」という語に「政治的な平等」という意味があったことを理解できなくなり、犯罪思想をする危険は完全に消える。
すべての語は二音節または三音節の短さに縮められ、スタッカートのリズムで歯切れよく発音できるように工夫されている。これは、国民が話す際に口にする言葉について深い意味を考えることなく、「明確で正しい意見」だけを早口でまくしたてられるようにするためである。用語が少なくなってゆくことも、話したり演説したりする際の語彙の選択肢を減らし、物を考えずに「正しいこと」だけを話すことに貢献する。

### 略語の多用
作中の政府組織、党組織、公共団体などの名称は覚えやすく話しやすくするために二音節程度の短さの簡単な略語にされている。たとえば、「真理省（Ministry of Truth）」は「ミニトルー（Minitrue）」、その中の記録局（Records Department）はレクデップ（Recdep）、創作局（Fiction Department）はフィクデップ（Ficdep）、テレスクリーン番組製作局（Tele-programmes Department）はテレデップ（Teledep）といった調子である。
これは無意識的に略称にされたのではなく、意識的に短縮されている。すなわち、勢いよく発音できること、およびそれぞれ省略される前の「真理」や「記録」などの言葉にかかわる連想を切り落とし、単なる組織体しか表さない言葉に変え、口にする際に一瞬考え込むことを防ぐためである。
オーウェルはこうした政治的組織に対する略語の例として、20世紀前半の全体主義運動における略語の多さを指摘し、ソビエト連邦とナチス・ドイツにかかわる略語の名を挙げている。コミンテルンを例にとれば、「共産主義インターナショナル」と呼んだときに、「共産主義」「インターナショナル」から連想される理想や運動は「コミンテルン」と略されたとたんに単なる組織と教義に過ぎなくなると述べている。

### 思考と認識のコントロール
ニュースピークの基本的な原理は、表す言葉が存在しないもののことは考えることができない、ということにある。たとえば、自由の必要性を訴えたいとき、蜂起を組織するとき、これを言い表す「自由」や「蜂起」といった単語がなければ自由を訴えたり組織をつくったりすることは可能かどうかである。「われわれの言語の限界は、われわれの世界の限界でもある」ともいえる。
ニュースピークの最終版が完成し、普及した暁にはもはや党や政府に対し反抗を行うことはできなくなるであろうと考えられている。また過去との完全な断絶も実現する。過去の文献がたまたま生き残っても、思想的な内容の含まれない文章か正統的思想で書かれた文章しか読めないニュースピーク話者には、内容を理解し翻訳することすら不可能になると考えられる。オーウェルはアメリカ独立宣言の有名な一節に対し、これを原文の意味を失わずニュースピークに変えるのは困難であり、せいぜい全文を「思想犯罪」の一語に置き換えるか、絶対権力の賞賛という正反対の意味へ全訳するしかないだろうと述べている。
しかし、人口の85%を占める「プロレ」（プロレタリアートの略、抑圧されている一般大衆）にまでニュースピークが普及するかは疑問があるものの、プロレは政治に関わることのない下層階級として無視されている。また、過去の文学や文献を全面的にニュースピークに置き換えることは多大な時間がかかるため、旧語法の完全廃止は2050年という遠い未来に設定されている。

## 現実のニュースピーク
ニュースピークの構造、たとえば「バッド」を「アングッド」と言い換えるなどには、現実の国際補助語や軍隊などの用語の影響も指摘されている。
『1984年』で指摘された政府による抑圧や管理はソビエト連邦では実際に進行中であった。また、ソビエトが崩壊した現在も、形の違う抑圧や思想の統制、あるいは婉曲話法や略語の多用などは多くの国の政府や軍や政党、あるいは権威的存在によって多少の差こそあれ実施されている。こうした婉曲話法は思想統制や管理体制に反発する人々によって「ダブルスピーク」と呼ばれ非難されている。
スティーブン・ピンカーは、著書『言語を生みだす本能』の中でサピア＝ウォーフの仮説を批判しつつ、心的言語で考えることが可能な概念を表現するために、ニュースピーク話者の子供らによってニュースピークがクレオール化され、本来の機能が失われる可能性について述べている。
ポーランドのドゥダ大統領は、リベラル左派の言葉遣いをニュースピークにたとえた。